# Medionidus simpsonianus
Medionidus simpsonianus é uma espécie de bivalve da família Unionidae.
É endémica dos Estados Unidos da América.
Os seus habitats naturais são: rios.